# Славиша Сабљић
Славиша Сабљић (Дрвар, 12. септембар 1946 − Бања Лука, 1. новембар 2021) био је дугогодишњи новинар и уредник Радио-телевизије Републике Српске, аутор серијала "Капи завичаја". Током Одбрамбено-отаџбинског рата био је шеф Прес-центра Другог крајишког корпуса Војске Републике Српске.

## Биограгфија
Рођен је 1946. године у Дрвару. Његов први новинарски текст објављен је 26. марта 1976. године у Дневнику Радио станице "Братство-једниство" у Дрвару. Први његов штампани текст објављен је на насловној страни сарајевског "Ослобођења". Сарађивао је са четрдесет медијских кућа из земље и иностранства, међу којима су Ројтерс и Политика.
Девет година је провео у Великој Кладуши гдје је водио радио Велика Кладуша. Први је новинар који је извјестио о великој афери у предузећу "Агрокомерц" које је у то вријеме водио Фикрет Абдић. Ова афера је потресла тадашњу привреду Социјалистичке Федеративне Републике Југославије и изазвала је велику пажњу домаћих и свјетских медија.
Био је ратни репортер, односно шеф Прес-центра Другог крајишког корпуса Војске Републике Српске током Одбрамбено-отаџбинског рата. На ратиштима је провео око 1500 дана. Као ратни репортер био је учесник скупа ратних репортера из земаља југоисточне Европе који је одржан 2003. у Сарајеву. Написао је више текстова и уредио први и једини број "Српске ријечи" (прољеће 1991) гласила одбора Српске демократске странке који је тада формиран у Дрвару. Члан Српске демократске странке до јула 1992. односно до смрти Јована Рашковића. Био је свједок одбране генерала Ратка Младића пред Међународним кривичним судом за бившу Југославију у Хагу.
Током рата и послије рата био је новинар Радио-телевизије Републике Српске. Своју прву ТВ причу за ову новинарску кућу објавио је 21. априла 1992. Од тада је објавио преко 2500 ТВ прича. Посебно су били популарни његови серијали "Мало сутра" и "Капи завичаја". Серијал "Мало сутра" је 2005, године била најгледанија емисије у региону. Кратко је био директор ове медијске куће, а потом и уредник Информативног програма "Бел телевизије" након чега се поново враћа у Радио-телевизију Републике Српске. Током 45. година новинарског рада објавио је око 22.000 прича - вијести, информација, репортажа, коментара... Због својих текстова четрнаест пута се нашао на суду, али ни једну парницу коју су поднијели подносиоци тужбе против њега, није изгубио.

## Награде и признања
Добитник је бројних признања, између осталог, и признања "Златно перо" за изузетна новинарска достигнућа и допринос укупном развоју и унапређењу новинарства, које му је додијелило Удружење новинара Војводине. Прва значајнија награда коју је добио била му је додијељена од стране сарајевског "Ослобођења" за вијест.
Сабљић је 2016. године одликован Орденом Његоша трећег реда, а одликовао га је тадашњи предсједник Републике Српске Милорад Додик.